# Kurkreis
Der Kurkreis, der 1807 in Wittenberger Kreis umbenannt wurde, war ein historisches Territorium, das im Wesentlichen aus dem Kernbereich des einstigen Herzogtums Sachsen-Wittenberg entstand. Der Kurkreis wurde unter der Regierung Friedrichs III. des Weisen 1499 geschaffen und war Bestandteil des Kurfürstentums Sachsen. Der Name „Kur“ bezieht sich auf die Kurwürde der sächsischen Kurfürsten, die an dieses Territorium gekoppelt war.

## Geographische Ausdehnung
Das Gebiet des Kurkreises gehört heute größtenteils zu den Ländern Brandenburg und Sachsen-Anhalt. Ein kleiner Teil befindet sich im Norden Sachsens. Durch den Kreis flossen die Elbe, die Schwarze Elster und auf einem kleinen Abschnitt die Mulde. Der bedeutendste Ort des Kreises war die Stadt Wittenberg.

## Angrenzende Gebiete
| Herzogtum Magdeburg | Mark Brandenburg                            | Fürstentum Sachsen-Querfurt (Ämter Jüterbog und Dahme) |
| Fürstentum Anhalt   | Kompassrose, die auf Nachbargemeinden zeigt | Markgraftum Niederlausitz                              |
| Leipziger Kreis     | Meißnischer Kreis                           | Markgraftum Niederlausitz                              |

## Geschichte

Kurkreis und die anderen sächsischen Kreise

Johann Friedrich der Großmütige wurde von Kaiser Karl V. im Schmalkaldischen Krieg in der Schlacht bei Mühlberg am 24. April 1547 besiegt und gefangen genommen. Der Kaiser nahm ihm die Kurwürde und einen Teil der Kurlande und belehnte damit seinen Vetter Moritz von Sachsen. Damit ging Sachsen-Wittenberg von der Ernestinischen an die Albertinische Linie über.
Moritz von Sachsen begann eine Neuaufteilung seines Kurfürstentums. Neben sechs anderen Kreisen entstand der Kurkreis mit seiner Hauptstadt Wittenberg.
Der entstandene Kurkreis setzte sich zusammen aus den ehemaligen askanischen Besitzungen, zu denen die Ämter Annaburg, Belzig, Gräfenhainichen, Liebenwerda, Pretzsch/Elbe, Seyda und Wittenberg gehörten, der alten Grafschaft Brehna mit den Ämtern Bitterfeld (1738), Schlieben und Schweinitz und dem Burggrafentum Magdeburg mit den Gommerschen Ämtern (Gommern, Elbenau, Ranies, Glinde, Plötzky) und der Grafschaft Barby.
Nach dem Beitritt des Kurfürsten Friedrich Augusts I von Sachsen zum Rheinbund im Posener Frieden wurde der Kurkreis am 30. Januar 1807 in Wittenbergischer Kreis umbenannt. Von diesem Kreis kamen 1807 durch Abtretung die Ämter der Burggrafschaft Magdeburg und die Grafschaft Barby an den König von Westphalen, der es in das Departement der Elbe eingliederte.
Um ihrerseits zur „Wiederherstellung der Ordnung und Ruhe in Europa“ beizutragen, schlossen Preußen und Sachsen am 18. Mai 1815 einen Friedens- und Freundschaftsvertrag, in dem Sachsen drei Fünftel seines Gebietes an Preußen abtrat. Am 22. Mai 1815 übernahm der preußische Staat die ihm zugesprochenen Territorien als Provinz Sachsen, die in die drei Regierungsbezirke Magdeburg, Merseburg und Erfurt gegliedert wurden. Der Kurkreis umfasste zu diesem Zeitpunkt eine Fläche von 66 Quadratmeilen mit 140.000 Einwohnern.

## Ämter
Der Kurkreis ging aus dem Herzogtum Sachsen-Wittenberg und der Grafschaft Brehna hervor und war in die folgenden Ämter aufgeteilt:

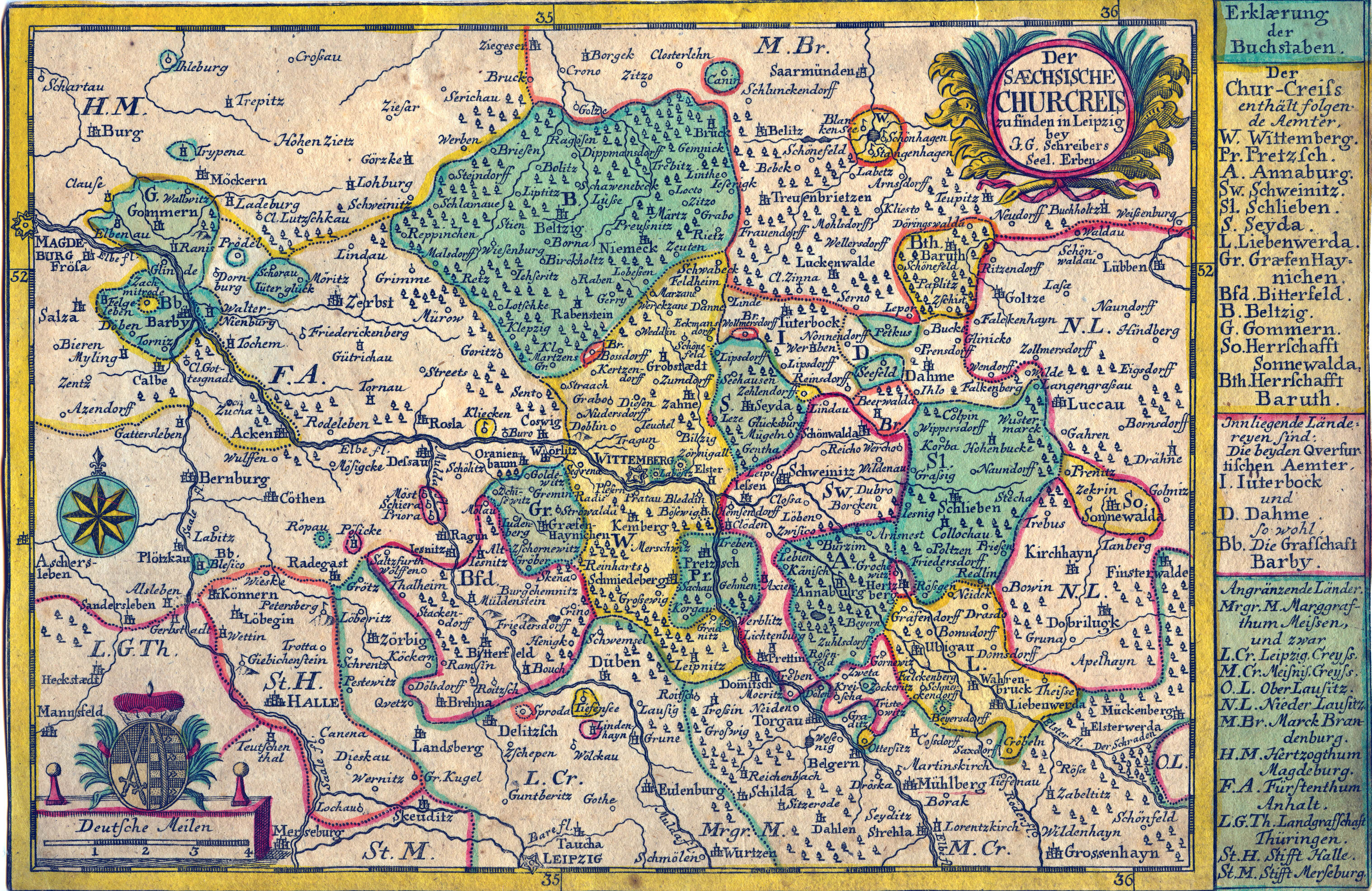
Der Kurkreis nach Schreiber

Der Kurkreis nach den Homaennischen Erben 1752

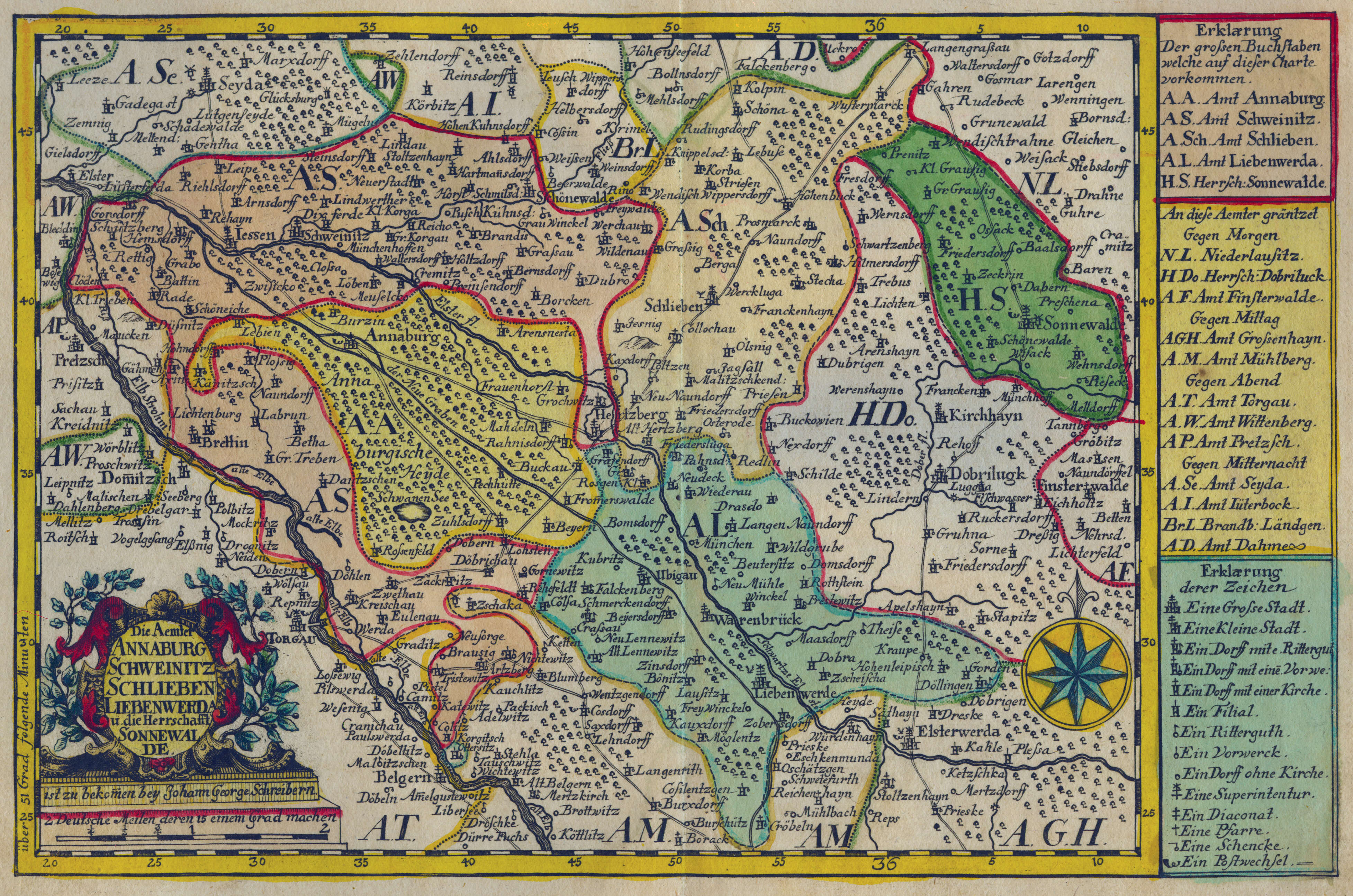
Südliche Ämter nach Schreiber

| Amt                 | Hauptort                         | Anmerkungen |
| ------------------- | -------------------------------- | --- |
| Kreisamt Wittenberg | Wittenberg                       | mit dem Amt Zahna und dem Amt Trebitz                                                                                              |
| Amt Belzig          | Belzig                           | mit der Herrschaft Rabenstein (Fläming)                                                                                            |
| Amt Bitterfeld      | Bitterfeld                       | 1656/57 bis 1738 beim Herzogtum Sachsen-Merseburg, ursprünglich zur Grafschaft Brehna                                              |
| Amt Gräfenhainichen | Gräfenhainichen                  | |
| Amt Seyda           | Seyda                            | |
| Amt Schweinitz      | Schweinitz                       | ursprünglich zur Grafschaft Brehna                                                                                                 |
| Amt Pretzsch        | Pretzsch                         | |
| Amt Annaburg        | Annaburg, hieß bis 1573 „Lochau“ | hieß bis 1573 Amt Lochau |
| Amt Schlieben       | Schlieben                        | ursprünglich zur Grafschaft Brehna                                                                                                 |
| Amt Liebenwerda     | Liebenwerda                      | ursprünglich zur Grafschaft Brehna                                                                                                 |
| Amt Gommern         | Gommern                          | mit dem Amt Elbenau; ursprünglich zur Burggrafschaft Magdeburg, ab 1807 zum Königreich Westphalen                                  |
| Amt Walternienburg  | Walternienburg                   | Teil der Grafschaft Barby, seit 1423 unter kursächsischer Lehnsoberhoheit, 1659 bis 1815 an die Fürsten von Anhalt verlehnt        |
| Grafschaft Barby    | Barby                            | seit 1423 unter kursächsischer Lehnsoberhoheit, 1659 bis 1746 beim Herzogtum Sachsen-Weißenfels, ab 1807 zum Königreich Westphalen |

## Herrschaften
Die Behörden des Kurkreises hatten auch das Obergericht über die Herrschaftsgebiete zur Landschaft des Kreises zählenden Adels.
Hierzu gehörten vor allem:
| Amt                          | Hauptort   | Anmerkungen             |
| ---------------------------- | ---------- | ----------------------- |
| Standesherrschaft Baruth     | Baruth     | Grafen Solms-Baruth     |
| Standesherrschaft Sonnewalde | Sonnewalde | Grafen Solms-Sonnewalde |

## Kreishauptmänner
- Christian Vitzthum von Eckstädt (Beamter) († 1694)
- von Thünen zu Blankensee (1726)
- Adam Friedrich Senfft von Pilsach (1723–1783), Herr auf Zscheiplitz und Oberschmon
- Anton von Leubnitz (1713–1798), Herr auf Rackith und Münchenbernsdorf

## Amtshauptmänner
- Johann George Siegmund von Rephun († 1788)

## Amtmänner
- Johann Jacob von Ryßel, 1740
- Heinrich Amadeus Hase, 1770